# Coupe de la Ligue 2004-2005
La Coupe de la Ligue 2004-2005 fu l'11ª edizione della manifestazione. Iniziò il 5 ottobre 2004 e si concluse il 30 aprile 2005 con la finale allo Stade de France, vinta dallo Strasburgo per due a uno contro il Caen. La squadra campione in carica era il Sochaux.

## Calendario
| Turno            | Partita Unica                                |                                              |
| ---------------- | -------------------------------------------- | -------------------------------------------- |
| Primo turno      | 5-6-8 ottobre 2004                           | 5-6-8 ottobre 2004                           |
| Secondo turno    | 9-10 novembre 2004                           | 9-10 novembre 2004                           |
| Ottavi di finale | 21-22 dicembre 2004                          | 21-22 dicembre 2004                          |
| Quarti di finale | 18-19 gennaio 2005                           | 18-19 gennaio 2005                           |
| Semifinali       | 1-2 febbraio 2005                            | 1-2 febbraio 2005                            |
| Finale           | 30 aprile 2005 Saint-Denis (Stade de France) | 30 aprile 2005 Saint-Denis (Stade de France) |

## Partite

### Primo Turno
| Squadra 1         | Risultato         | Squadra 2   |
| ----------------- | ----------------- | ----------- |
| Clermont Foot     | 3 - 1 (dts)       | Rouen       |
| Le Havre          | 5 - 0             | Valence     |
| Montpellier       | 1 - 0 (dts)       | Besançon    |
| Wasquehal         | 0 - 1             | Brest       |
| Créteil-Lusitanos | 1 - 0             | Gueugnon    |
| Châteauroux       | 0 - 1             | Laval       |
| Le Mans           | 0 - 0 (4 - 3 dcr) | Grenoble    |
| Lorient           | 1 - 2             | Guingamp    |
| Sedan             | 1 - 1 (4 - 3 dcr) | Angers      |
| Troyes            | 2 - 2 (5 - 4 dcr) | Amiens      |
| Digione           | 1 - 0             | Niort       |
| Nancy             | 2 - 2 (5 - 7 dcr) | Stade Reims |

### Secondo Turno
| Squadra 1           | Risultato         | Squadra 2           |
| ------------------- | ----------------- | ------------------- |
| Le Havre            | 4 - 1             | Le Mans             |
| Sedan               | 0 - 1             | Monaco              |
| Montpellier         | 3 - 1             | Stade Reims         |
| Brest               | 1 - 2             | Sochaux             |
| Nizza               | 1 - 1 (5 - 6 dcr) | Lens                |
| Digione             | 2 - 1 (dts)       | Bordeaux            |
| Troyes              | 1 - 3             | Strasburgo          |
| Ajaccio             | 0 - 2             | Caen                |
| Clermont Foot       | 0 - 0 (5 - 4 dcr) | Tolosa              |
| Saint-Étienne       | 3 - 1             | Créteil-Lusitanos   |
| Metz                | 1 - 2 (dts)       | Bastia              |
| Rennes              | 1 - 1 (4 - 6 dcr) | Auxerre             |
| Lilla               | 3 - 2 (dts)       | Olympique Lione     |
| Nantes              | 2 - 1             | Laval               |
| Guingamp            | 4 - 2 (dts)       | Istres              |
| Olympique Marsiglia | 2 - 3             | Paris Saint-Germain |

### Ottavi di finale
| Squadra 1     | Risultato         | Squadra 2           |
| ------------- | ----------------- | ------------------- |
| Montpellier   | 1 - 0             | Paris Saint-Germain |
| Le Havre      | 0 - 1             | Saint-Étienne       |
| Monaco        | 1 - 0             | Guingamp            |
| Clermont Foot | 4 - 0             | Digione             |
| Strasburgo    | 1 - 1 (5 - 3 dcr) | Lilla               |
| Bastia        | 0 - 1             | Lens                |
| Sochaux       | 0 - 0 (3 - 4 dcr) | Caen                |
| Auxerre       | 2 - 1             | Nantes              |

### Quarti di finale
| Squadra 1   | Risultato         | Squadra 2                     |
| ----------- | ----------------- | ----------------------------- |
| Lens        | 0 - 3             | Saint-Étienne                 |
| Auxerre     | 1 - 1 (6 - 7 dcr) | Caen                          |
| Strasburgo' | 3 - 2             | Template:Calcio clermont foot |
| Montpellier | 1 - 2             | Monaco                        |

### Semifinali
| Squadra 1  | Risultato | Squadra 2     |
| ---------- | --------- | ------------- |
| Strasburgo | 1 - 0     | Saint-Étienne |
| Caen       | 3 - 1     | Monaco        |

### Finale
| Arbitro: | Gilles Veissière |

|            |           |                      |
| Mazure 42’ | Marcatori | 79’ Devaux 38’ Niang |

| Caen | Strasburgo |

#### Formazioni
| Caen (4-4-2) |    |                    |  |     |
|              |    |                    |  |     |
| P            | 16 | Vincent Planté     |  |     |
| D            | 2  | Nicolas Seube      |  |     |
| D            | 5  | Aziz Ben Askar (C) |  |     |
| D            | 6  | Ronald Zubar       |  | 84’ |
| D            | 21 | Ibrahima Faye      |  |     |
| C            | 4  | Steve Dugardein    |  | 89’ |
| C            | 33 | Jérémy Sorbon      |  |     |
| C            | 7  | Anthony Deroin     |  |     |
| C            | 20 | Reynald Lemaître   |  |     |
| A            | 9  | Sébastien Mazure   |  |     |
| A            | 14 | Yohann Eudeline    |  | 75’ |
| Sostituti:   |    |                    |  |     |
| P            | 1  | Steeve Elana       |  |     |
| D            | 22 | Cédric Hengbart    |  |     |
| C            | 29 | Benoît Lesoimier   |  | 75’ |
| C            | 15 | Jimmy Hebert       |  | 89’ |
| A            | 15 | Cyrille Watier     |  | 84’ |
| Allenatore:  |    |                    |  |     |
| Patrick Rémy |    |                    |  |     |

| Strasburgo (3-5-2) |    |                        |  |     |
|                    |    |                        |  |     |
| P                  | 22 | Rémy Vercoutre         |  |     |
| D                  | 3  | Jean-Christophe Devaux |  |     |
| D                  | 5  | Cédric Kanté (C)       |  |     |
| D                  | 15 | Arthur Boka            |  | 86’ |
| C                  | 7  | Alexander Farnerud     |  |     |
| C                  | 18 | Pascal Johansen        |  |     |
| C                  | 19 | Guillaume Lacour       |  |     |
| C                  | 20 | Yacine Abdessadki      |  | 70’ |
| C                  | 24 | Sidi Yaya Keita        |  |     |
| A                  | 9  | Mickaël Pagis          |  |     |
| A                  | 11 | Mamadou Niang          |  |     |
| Sostituti:         |    |                        |  |     |
| P                  | 16 | Stéphane Cassard       |  |     |
| D                  | 2  | Yves Deroff            |  | 70’ |
| D                  | 4  | Christian Bassila      |  |     |
| C                  | 14 | Ulrich Le Pen          |  | 86’ |
| A                  | 13 | Salim Arrache          |  |     |
| Allenatore:        |    |                        |  |     |
| Jacky Duguépéroux  |    |                        |  |     |